# اقتصاد تشاد
تعاني التنمية الاقتصادية في البلد النامية غير الساحلية تشاد  من البعد الجغرافي، والجفاف، وانعدام البنية التحتية، والاضطرابات السياسية. ويعتمد حوالي 85٪ من السكان على الزراعة، بما في ذلك رعي الماشية. وكونها من بلدان إفريقيا الناطقة بالفرنسية فقد استفادت تشاد بشكل قليل من انخفاض قيمة 50٪ من عملاتها في يناير كانون الثاني عام 1994. والمساعدات المالية من البنك الدولي، والبنك الإفريقي للتنمية، وغيرها من مصادر موجهة إلى حد كبير في تحسين الزراعة، وخاصة الإنتاج الحيواني.

## الزراعة
يعمل في الزراعة و صيد الأسماك أكثر من 80٪ من القوة العاملة، وتساهم 52.7٪ من الناتج المحلي الإجمالي. وأهم المحاصيل هي السورغم، الدخن والفول السوداني والقطن، قصب السكر، الصمغ العربي والتبغ. ويوجد في تشاد قطعان من الأبقار، الماعز، الأغنام، الإبل و الدواجن.
أنتجت تشاد في عام 2018:
- 987 ألف طن من الذرة الرفيعة .
- 893 ألف طن من الفول السوداني ؛
- 756 ألف طن من الدخن .
- 484 ألف طن من اليام (ثامن أكبر منتج في العالم) ؛
- 475 ألف طن من قصب السكر .
- 437 ألف طن من الذرة ؛
- 284 ألف طن من الكسافا ؛
- 259 ألف طن من الأرز ؛
- 255 ألف طن من البطاطا الحلوة ؛
- 172 ألف طن من بذور السمسم .
- 151 ألف طن من الفول .
- 120 ألف طن من القطن ؛

بالإضافة إلى إنتاج أقل من المنتجات الزراعية الأخرى.

## النفط
تحتفظ تشاد باحتياطيات كبيرة من النفط الخام، والتي تشكل الحصة الأكبر من عائدات التصدير. وينتج حوالي 132,000 برميل نفط يوميًا، ويأتي معظم النفط التشادي من حوض دوبا في جنوب تشاد. واعتبارًا من عام 2018 يوجد في تشاد ما يقدر بنحو مليار برميل من الاحتياطيات المؤكدة.  ويوجد العديد من التحديات التي تواجه صناعة البترول في تشاد أهمها الفساد والصراع الداخلي.

## الاتجاه الاقتصادي الكلي
يلخص الجدول التالي اتجاه اقتصاد تشاد بأسعار السوق المقدرة من قبل صندوق النقد الدولي، بملايين الفرنكات:
| السنة | الناتج الإجمالي | سعر صرف الدولار | التضخم |
| ----- | --------------- | --------------- | ------ |
| 1970  | 90٬500          |                 |        |
| 1975  | 149٬400         |                 |        |
| 1980  | 146٬801         | 251,15          | 44     |
| 1985  | 390٬350         | 449,19          | 69     |
| 1990  | 439٬300         | 272,18          | 64     |
| 1995  | 721٬729         | 499,12          | 85     |
| 2000  | 986٬013         | 709,87          | 100    |
| 2005  | 2٬859٬966       | 526,60          | 118    |

يبين الجدول التالي أهم المؤشرات الاقتصادية 1980-2017.
| السنة                                                           | 1980  | 1985 | 1990 | 1995  | 2000  | 2005  | 2006  | 2007  | 2008  | 2009  | 2010  | 2011  | 2012  | 2013  | 2014  | 2015  | 2016  | 2017  |
| --------------------------------------------------------------- | ----- | ---- | ---- | ----- | ----- | ----- | ----- | ----- | ----- | ----- | ----- | ----- | ----- | ----- | ----- | ----- | ----- | ----- |
| الناتج المحلي الإجمالي (تعادل القوة الشرائية) مليارات الدولارات | 1.90  | 3.04 | 4.41 | 5.77  | 7.12  | 16.09 | 16.69 | 17.70 | 18.60 | 19.51 | 22.44 | 22.93 | 25.41 | 27.30 | 29.71 | 30.56 | 28.96 | 28.55 |
| نصيب الفرد (تعادل القوة الشرائية)                               | 433   | 610  | 781  | 874   | 952   | 1,781 | 1,802 | 1,864 | 1,911 | 1,956 | 2,195 | 2,188 | 2,366 | 2,480 | 2,633 | 2,642 | 2,443 | 2,344 |
| النمو                                                           | −6.0% | 7.9% | 3.2% | −0.8% | −0.9% | 28.5% | 0.6%  | 3.3%  | 3.1%  | 4.1%  | 13.6% | 0.1%  | 8.8%  | 5.8%  | 6.9%  | 1.8%  | −6.4% | −3.1% |
| الدين العام(نسبة مئوية من الناتج الإجمالي)                      | ...   | ...  | ...  | ...   | 68%   | 28%   | 26%   | 22%   | 20%   | 32%   | 30%   | 31%   | 29%   | 31%   | 42%   | 44%   | 52%   | 53%   |